# Cenobiti (Hellraiser)
I Cenobiti (Cenobites) sono creature che appaiono nel romanzo horror breve Schiavi dell'inferno scritto da Clive Barker nel 1986, nella serie cinematografica di Hellraiser e in altre opere letterarie e a fumetti scritte o supervisionate da Barker stesso.

## Terminologia
Il termine "cenobita" deriva da due parole greche (κοινός = "comune" e βίος = "vita") che significano "vita in comune" e, quindi, indica i membri di un ordine religioso che vivono in una comunità monastica. I Cenobiti di Hellraiser rappresentano, pertanto, i membri della comunità religiosa sadomasochista avente come sacerdote il Leviatano.
Nell'adattamento italiano del primo film, Hellraiser - Non ci sono limiti, i Cenobiti sono chiamati Supplizianti - termine ripreso anche da Tullio Dobner per la traduzione italiana del romanzo Schiavi dell'inferno da cui il film è stato tratto - ma, successivamente, verranno definiti più riduttivamente ed erroneamente demoni.

## Descrizione
Nei film tratti dai libri di Clive Barker, i Cenobiti sono esseri dall'aspetto demoniaco che vivono in una specie di Inferno a forma di labirinto governato dal Leviatano ("Leviathan"), una vera e propria entità demoniaca superiore situata all'interno di un obelisco romboidale che gira proiettando una luce nera - come mostrato in Hellbound: Hellraiser II - Prigionieri dell'Inferno e in Hellraiser -, e che possono raggiungere e lasciare la nostra dimensione solo attraverso l'apertura della Scatola di Lemarchand o Configurazione del Lamento (rispettivamente "LeMarchand Configuration" e "Lament Configuration"), cioè un cubo rompicapo che prende il nome del giocattolaio Phillip LeMarchand che lo realizzò nella Francia del 1796; la Scatola di Lemarchand ha un ruolo primario in tutti i film della saga e chiunque ne venga in possesso, lo fa perché consumato da un ossessivo e lacerante desiderio - a volte inconscio - e, intuitivamente, sa che il cubo appagherà questo suo desiderio se riuscirà a trovare il modo di aprirlo. Nei romanzi il gruppo dei Cenobiti prende il nome di Ordine dello Squarcio ("The Order of the Gash").
Il compito dei Cenobiti è quello di portare nella propria dimensione e infliggere torture indicibile a chiunque apra la Scatola di Lemarchand, in quanto, per loro, il confine tra dolore e piacere - sia ricevuto che inflitto - è estremamente labile e, per questo, sono definiti demoni da alcuni e angeli da altri. Nei romanzi viene specificato che i Cenobiti, avendo potuto provare il piacere e il dolore più estremi nella loro lunga esistenza, non sono ormai più capaci di distinguerli.
I Cenobiti sono caratterizzati da pelle bianchissima o rosa molto tenue, occhi scurissimi, assenza di capelli, orribili mutilazioni e/o ustioni corporee e piercing e/o accessori di metallo infilati nella carne, inoltre indossano abiti di pelle nera, tranne in Hellraiser, dove la maggior parte di loro è nuda o indossa abiti bianchi.
Nei film, una volta lasciata la loro dimensione, il leader dei Cenobiti è Pinhead - chiamato così solo a partire dal terzo capitolo, giacché fu scelto dai fan americani (in Italia "Puntaspilli") - mentre nei libri non ha assolutamente questo ruolo.
Nel secondo film si scopre che, inizialmente, i Cenobiti erano comuni esseri umani, i quali, dopo aver aperto la Scatola, sono stati risucchiati nell'altra dimensione e trasformati in Cenobiti dal Leviatano, l'entità suprema che la governa.

## Cenobiti, dèmoni e altre creature

### Cenobiti
Nei vari film, romanzi e fumetti della saga di Hellraiser compaiono vari Cenobiti, molti dei quali creati da Pinhead.

#### Pinhead
Il personaggio di Pinhead (in italiano "Puntaspilli) è il leader dei Cenobiti quando escono dal loro mondo (es.: ferma gli altri dall'uccidere Kristy e accetta il patto con lei nel primo film e impedisce a Donna Cenobita di uccidere Tiffany nel secondo), nonché l'unico ad apparire in tutte le pellicole della saga. Nel racconto di Barker, invece, egli non ha un ruolo effettivamente di spicco rispetto agli altri compagni. Non è chiaro se creò lui Donna Cenobita, Chatterer e Butterball o se sono opera del Leviatano (come per Cenobita Channard) ma, di sicuro, ha creato lui Pistonhead, Dreamer, Camerahead, CDhead, Barbie, i Fratelli cenobiti e Steven Cenobita.
Pinhead non è il suo vero nome bensì un appellativo nato su suggerimento dei fans della saga e che inizia ad essere usato solo a partire dal terzo film (viene usato dalla protagonista, Joey Summerskill, verso fine film, quando lo rimanda nella sua dimensione riaprendo la Scatola); ciononostante, Clive Barker non ha ami amato questo soprannome, ritenendo che non fosse adatto alla dignità del cattivo così, nel racconto breve horror del 2015, The Scarlet Gospels, Barker gli attribuì il titolo ufficiale di "Sacerdote dell'Inferno" ("The Hell Priest"), poi ripreso nel reboot Hellraiser.
È pallidissimo, completamente calvo, ha gli occhi scurissimi e, mentre nei film presenta una griglia di tagli sul volto con degli spilli che gli perforano la pelle agli incroci e ha sei tagli muniti di uncini sul petto (tre per lato) nonché un uncino gli chiude l'ombelico, nel libro la griglia sul viso è tatuata e a perforargli il cranio sono dei chiodi ingioiellati, inoltre una decorazione simile gli perfora anche la lingua; inoltre, indossa un lungo abito di pelle nera simile a un abito talare. Nel reboot del 2022, Hellraiser, viene rappresentato, per la prima volta, come una donna, avvicinando maggiormente il carattere e l'aspetto del personaggio a come è nel libro.  Come nei primi film è pallidissima, completamente calva, ha gli occhi scurissimi e presenta una griglia di tagli sul volto con degli spilli che gli perforano la pelle agli incroci e ha vari tagli sul petto, ma, in aggiunta ha la gola scarnificata e adornata da due bottoni d'oro con incisioni religiose e, inoltre, indossa solo un piccolo corpetto e una gonna dello stesso colore della pelle.
Pinhead è un essere potente in grado di fare quasi ogni cosa, ha una forza sovrumana, può teletrasportarsi e ha poteri telecinetici (che usa per controllare delle catene uncinate, con cui intrappola e fa a pezzi le vittime). Nel terzo capitolo mostra anche la capacità di leggere nel pensiero e controllare la mente delle persone e di creare altri cenobiti donandogli poteri di vario tipo, nel quarto capitolo mostra anche di saper controllare i sogni e, nel sesto di mutare aspetto (prende le sembianze del Dr. Paul Gregory).
Originariamente era il capitano Elliot Spencer, un veterano inglese della Prima Guerra Mondiale, che, a causa della sconvolgente esperienza bellica, iniziò a cercare vie di piacere mosto a dolore sempre più estreme finché, negli anni '20, in India, trovò la Scatola di Lemarchand, la aprì e, dopo esservi stato inghiottito, il Leviatano lo trasformò in Cenobita mutilandolo e facendo emergere ancora di più il suo lato sadomasochista. Nei romanzi Vangeli di sangue e Hellraiser: il tributo, pubblicizzati come seguiti di Schiavi dell'Inferno ma in realtà seguiti diretti del primo film giacché è simile a come descritto nel film, non viene detto essere l'incarnazione demoniaca del capitano Elliot Spencer e, anzi, si lascia intendere che sia stato trasformato in Cenobita in un'epoca molto più arcaica.
Viene ucciso da Cenobita Channard nel secondo film, ritornando alle sue sembianze umane ma, a fine film, la sua parte Cenobita riapparirà, insieme alla Scatola di Lemarchand, imprigionata nella Colonna Infernale ("Pillar of Souls") dalla quale verrà liberato nel terzo film, durante il quale si riunirà alla sua parte umana che era imprigionata nel Limbo. Nel quarto film morirà (forse) definitivamente sulla stazione spaziale Minosse nel 2127 a cause della Configurazione di Elysium ("Elysium Configuration") creata da Paul Merchant.
Pinhead è stato interpretato in ben 8 pellicole da Doug Bradley (Hellraiser - Non ci sono limiti, Hellbound: Hellraiser II - Prigionieri dell'Inferno, Hellraiser III - Inferno sulla città, Hellraiser - La stirpe maledetta, Hellraiser 5: Inferno, Hellraiser: Hellseeker, Hellraiser: Deader e Hellraiser: Hellworld) ed è stato doppiato da Michele Kalamera, Sandro Sardone, Romano Malaspina, Andrea Lala, Roberto Pedicini e Alessandro Rossi sia nel sesto che nel settimo film mentre l'ottavo film è ancora inedito in Italia. In Hellraiser: Revelations (inedito in Italia) è stato interpretato da Stephan Smith Collins e doppiato nell'originale da Fred Tatasciore, in Hellraiser: Judgment (inedito in Italia) è stato interpretato da Paul T. Taylor e nel reboot del 2022 Hellraiser è stato interpretato da Jamie Clayton. Il capitano Elliot Spencer, invece, appare in Hellbound: Hellraiser II - Prigionieri dell'Inferno e in Hellraiser III - Inferno sulla città, dove è interpretato da Doug Bradley e doppiato - solo nel secondo perché nel primo non ha battute - da Luca Biagini.

#### Donna Cenobita
Il personaggio di Donna Cenobita ("Female Cenobite") è l'unico suppliziante femmina dei primi due film e anche l'unico, insieme a Pinhead, a parlare con le vittime, ma solo nel primo film; Donna Cenobita non è il suo vero nome bensì un appellativo nato su suggerimento dei fans della saga. Non è chiaro se fu creata da Pinhead o dal Leviatano.
Ha la pelle pallidissima, è priva di capelli e, oltre ad una vistosa lacerazione sul collo aperto, ha dei filamenti di ferro che le lacerano le guance; in Schiavi dell'Inferno, la Donna Cenobita appare completamente nuda e con una complessa scarificazione sul pube. Predilige come strumenti per la tortura, un uncino ed un coltello. È restia a prestare ascolto agli umani infatti nel primo film non vorrebbe accettare il patto con Kirsty e nel secondo film vorrebbe uccidere la giovanissima Tiffany ma, in entrambi i casi, segue il volere del leader Pinhead.
Verrà uccisa da Cenobita Channard nel secondo film, ritornando alle sue sembianze umane: una bella e giovane donna; in Vangeli di sangue muore durante lo sterminio dell'intero Ordine Dello Squarcio ad opera di Pinhead con l'incantesimo delle gru di carta.
In Hellraiser - Non ci sono limiti è interpretata da Grace Kirby e doppiata da Roberto Del Giudice e in Hellbound: Hellraiser II - Prigionieri dell'Inferno è interpretata da Barbie Wilde.

#### Chatterer
Il personaggio di Chatterer è così chiamato su suggerimento dei fans della saga per via del suo continuo battere i denti, che è l'unico modo in cui può comunicare; in Schiavi dell'Inferno è in grado di parlare. Non è chiaro se fu creato da Pinhead o dal Leviatano.
Ha il volto completamente ustionato, è senza occhi e ha dei ferri all'altezza della mascella che gli spalancano la bocca, lasciando vistosamente scoperti denti e gengive. Su richiesta di Nicholas Vince, l'attore che lo interpreta, che faceva faticava a muoversi sul set, nel secondo film Chatterer ha gli occhi, purtroppo, però, la scena in cui gli viene restituita la vista fu rimossa dal montaggio finale causando una cattiva continuità narrativa e un certo malcontento nei fan che non hanno apprezzato il nuovo design.
Verrà ucciso da Cenobita Channard in Hellbound: Hellraiser II - Prigionieri dell'Inferno, ritornando alle sue sembianze umane: un ragazzino che, nel racconto breve non canonico Look, See di Nicholas Vince, viene identificato in un giovanissimo cabarettista degli anni '30; nonostante sia morto nel secondo film apparirà anche in Hellraiser: Deader, Hellraiser: Hellworld, Hellraiser: Judgment e Hellraiser; inoltre, durante la saga, compariranno delle sue varianti  come Chatterer Beast (una specie di cane) in Hellraiser - La stirpe maledetta, Chatterer Torso in Hellraiser 5: Inferno e Donna Chatterer in Hellraiser: Revelations. Sebbene non appaia in Vangeli di sangue è plausibile che muoia durante lo sterminio dell'intero Ordine Dello Squarcio ad opera di Pinhead con l'incantesimo delle gru di carta.
È interpretato da Nicholas Vince in Hellraiser - Non ci sono limiti e Hellbound: Hellraiser II - Prigionieri dell'Inferno, da Mike J. Regan in Hellraiser: Deader, Hellraiser: Hellworld e Hellraiser: Judgment, da Jolene Andersen in Hellraiser: Revelations e da Jason Liles nel reboot Hellraiser.

#### Butterball
Il personaggio di Butterball è così chiamato su suggerimento dei fans della saga per via della sua corporatura corpulenta. Non è chiaro se fu creato da Pinhead o dal Leviatano.
È estremamente corpulento, pallido, calvo, e, per nascondere gli occhi cuciti, indossa un paio di occhialini da sole le cui stanghette sono infilate direttamente nel canale uditivo dato che è privo di padiglione auricolare esterno, inoltre non comunica (il trucco troppo pesante impediva all'attore che lo interpretava di parlare) se non attraverso dei versi e passandosi la lingua tra i denti.
Nel primo film tenta di uccidere Steve, il fidanzato di Kirsty, ma viene schiacciato dal crollo della casa dei Cotton, tuttavia riappare senza spiegazioni nel secondo film, dove viene eliminato definitivamente da Cenobita Channard, ritornando alle sue sembianze umane: un uomo molto robusto; in Vangeli di sangue muore durante lo sterminio dell'intero Ordine Dello Squarcio ad opera di Pinhead con l'incantesimo delle gru di carta ma, prima, ha il tempo di rivolgere parole di odio nei confronti di Pinhead.
È interpretato da Simon Bamford sia in Hellraiser - Non ci sono limiti che in Hellbound: Hellraiser II - Prigionieri dell'Inferno.

#### Lead Cenobite
Il personaggio di Lead Cenobite è presente solo in Schiavi dell'Inferno ed è il suppliziante che svolge il maggior numero di trattative con coloro che entrano in possesso della Scatola di Lemarchand; è infatti lui a trattare con Kirsty Cotton accettando di risparmiarle la vita in cambio di quella di suo zio Frank - a differenza di Pinhead, lui rispetterà l'accordo - e a dire le iconiche battute pronunciate da Pinhead nel film (es.: «No, niente lacrime per favore! Non si deve sprecare così la sofferenza!»).
Ha il corpo dilaniato da un complicato sistema di catene e dei campanellini appesi al collo.

#### Channard Cenobita
Originariamente era il Dr. Philipp Channard, stimato psichiatra e direttore del Channard Institute in cui viene ricoverata Kirsty Cotton nel secondo film, ma che, in realtà è un sadomasochista ossessionato della storia che si cela dietro alla Scatola di Lemarchand e che, sulla base del racconto di Kirsty, resuscita Julia Cotton e sfrutta l'abilità di una sua paziente chiusa in sé stessa dalla morte della madre, la giovanissima Tiffany, per entrare nel mondo dei Supplizianti. È qui che Channard, tradito da Julia, che ora è al servizio dei Cenobiti, viene catturato dall'Entità e trasformato in un cenobita.
Il personaggio di Channard Cenobita è dotato di orripilanti tentacoli che fuoriescono dai palmi delle sue mani e alle cui estremità possono spuntare degli occhi, o delle lame o degli spilli e, a differenza di tutti gli altri cenobiti, è materialmente legato all'Entità stessa tramite una sorta di cordone ombelicale piantato nel capo.
Appena creato, Channard Cenobita torna nella nostra dimensione per massacrare i pazienti della sua clinica e poi torna nell’altra alla ricerca di Tiffany che, inaspettatamente, viene salvata assieme a Kirsty da Pinhead, Cenobita donna, Chatterer e Butterball che, ingaggiando con lui un breve scontro, lo distraggono dando il tempo alle due di recuperare la Scatola. Rimasto l'unico cenobita, Channard Cenobita tenta di uccidere Tiffany ma, questa volta, viene distratto da Kirsty travestita da Julia dando così il tempo alla ragazzina di risolvere l'enigma della Scatola, chiudere la dimensione e, così, uccidere Channard Cenobita decapitandolo.
Nel libro viene detto che Channard Cenobita è molto più forte degli altri Cenobiti a causa del suo legame diretto con l'Entità ma nel film questo particolare non viene spiegato esplicitamente e, infatti, appare quasi incomprensibile la rapidità con cui Channard Cenobita riesce a sconfiggere gli altri Cenobiti che ritornano alle sembianze umane dopo la morte.
Appare solo nel secondo film, Hellbound: Hellraiser II - Prigionieri dell'Inferno, dove è interpretato da Kenneth Cranham e doppiato da Rino Bolognesi.

#### Pistonhead
Originariamente era il ricco donnaiolo J.P. Monroe, proprietario del locale The Boiler Room, che, su suggerimento della ex Terri, acquista la Colonna Infernale in cui sono imprigionati la parte demoniaca di Pinhead e la Scatola di Lemarchand. Dopo aver inavvertitamente ridato parzialmente vita a Pinhead, J.P., convinto dal Cenobita di ricevere grande pacere, gli consegna, al fine di liberarlo, altre vittime finendo, però, con l'essere anche lui una sua ultima vittima e col venir appunto trasformato nel cenobita Pistonhead.
Il personaggio di Pistonhead è così chiamato perché ha un pistone nella testa. Pistonhead viene risucchiato nella Scatola insieme agli altri Cenobiti quando Joey Summerskill la riapre.
Appare solo nel terzo film, Hellraiser III - Inferno sulla città, dove è interpretato da Kevin Bernhardt e doppiato da Angelo Maggi.

#### Dreamer
Originariamente era Terri, una ragazza senza fissa dimora ed ex J.P. Monroe, che conosce Joey Summerskill dopo aver rubato la Scatola di Lemarchand dalla Colonna Infernale e che, dopo aver rischiato di venir sacrificata a Pinhead da J.P., viene convinta da Pinhead, in cambio della possibilità di sognare, a sacrificare J.P. ma venendo poi trasformata da Pinhead appunto nel cenobita Dreamer.
Il personaggio di Dreamer è così chiamato perché ha un grande desiderio di sognare. Ha la fronte tirata sopra la testa con ganci di catene, uno squarcio alla gola con al suo interno una sigaretta che fuma in continuazione (Terri era una grande tabagista), le sue braccia sono gravemente tagliate e gli arti inferiori sono completamente scorticati. A differenza degli altri cenobiti, il suo vestito è in pelle, simile a quello di Pinhead, combinato con l'abbigliamento di una ballerina di pole dance, completo di calze a rete. Dreamer viene risucchiata nella Scatola insieme agli altri Cenobiti quando Joey la riapre.
Appare solo nel terzo film, Hellraiser III - Inferno sulla città, dove è interpretata da Paula Marshall e doppiata da Rita Baldini.

#### Camerahead
Originariamente era il cameraman "Doc" collega e amico di Joey Summerskill. È stato ucciso decapitato e poi trasformato in cenobita da Pinhead dopo essere accorso al The Boiler Room di J.P. Monroe su richiesta di Joey.
Il personaggio di Camerahead è così chiamato perché ha una videocamera a destra del volto che usa per uccidere. Camerahead viene risucchiato nella Scatola insieme agli altri Cenobiti quando Joey la riapre.
Appare solo nel terzo film, Hellraiser III - Inferno sulla città, dove è interpretato da Ken Carpenter e doppiato da Angelo Maggi (che nel film doppia anche J.P. Monroe).

#### CDhead
Originariamente era il DJ del The Boiler Room di J.P. Monroe. È stato ucciso e trasformato in cenobita da Pinhead durante la strage al locale dopo che il Cenobita si è liberato dalla Colonna Infernale grazie a Terri.
Il personaggio di CDhead è così chiamato perché ha dei compact disc sulla testa che usa per uccidere. CDhead viene risucchiato nella Scatola insieme agli altri Cenobiti quando Joey la riapre.
Appare solo nel terzo film, Hellraiser III - Inferno sulla città, dove è interpretato da Brent Bolthouse.

#### Barbie
Originariamente era il barista del The Boiler Room di J.P. Monroe. È stato ucciso e trasformato in cenobita da Pinhead durante la strage al locale dopo che il Cenobita si è liberato dalla Colonna Infernale grazie a Terri.
Il personaggio di Barbie ha il volto coperto dal filo spinato e sputa fuoco da uno shaker che ha in mano. Barbie viene risucchiato nella Scatola insieme agli altri Cenobiti quando Joey la riapre.
Appare solo nel terzo film, Hellraiser III - Inferno sulla città, dove è interpretato da Peter Atkins.

#### Fratelli Cenobiti
Originariamente erano due gemelli che lavoravano come guardie di sicurezza dell'edificio costruito da John Marchant nel 1996. Sono stati trasformati nei Fratelli Cenobiti da Pinhead quando lo incontrano ispezionando i sotterranei dell'dificio.
Il personaggio dei Fratelli Cenobiti ("Siamese Twins") consiste nell'unione dei corpi dei due gemelli in uno solo. I Fratelli Cenobiti vengono risucchiati dalla Scatola con Pinhead e Angelique quando la moglie di John Merchant la apre.
Appaiono solo nel quarto film, Hellraiser - La stirpe maledetta, dove sono interpretati da Jimmy Schuelke e David Schuelke (umani) e da Michael Polish e Mark Polish (cenobiti) e doppiati da Pietro Biondi e Marco Mete (umani).

#### Wire Twins
I personaggi delle Wire Twins prendono il nome dal fatto di essere gemelle (twins) e di essere ricoperte da fili (wire) di ferro.
Hanno lingue lunghissime e nere, che usano per dar piacere o torturare le vittime, hanno fili che escono dalla sommità del capo, a mo' di capelli, e dalla fronte, i loro occhi sono tenuti fermi da fili e il ventre aperto da fili metallici, inoltre, i loro menti sono attaccati al colletto del reggiseno con dei fili, infine, entrambe hanno il simbolo di una falce sul lato della testa.
Sono state evocate dal poliziotto Joseph Thorne quando ha aperto la Scatola di Lemarchand dopo averla trovata su una scena del crimine rituale e tortureranno l'uomo finito nel suo Inferno personale.
Appaiono solo in Hellraiser 5: Inferno, dove sono interpretata da Darlene Levin e Maureen Sue Levin.

#### Stitch
Il personaggio di Stitch è una donna Cenobita.
Ha la pelle del viso è stata bruciata e staccata dal cranio per poi essere ricucita e stirata nella direzione opposta, anche gli occhi e la bocca sono stati cuciti, rendendola cieca, sorda e muta ma tuttavia lasciandola in grado di orientarsi. La cintura di Stitch, su cui tiene i coltelli insanguinati, è fatta del suo stesso intestino. Stitch indossa l'abito di pelle nera tipico dei cenobiti.
È stata evocata da Kirsty Cotton-Gooden quando la donna ha aperto la Scatola di Lemarchand dopo averla ricevuta in regalo dal marito Trevor Gooden, che voleva liberarsi di lei per ereditare la fortuna dei Cotton, e, una volta che Pinead ha accettato il patto con Kristy, tortura Trevor e poi quando la giornalista Amy Klein apre la Scatola nella tana dei Deaders.
Appare in Hellraiser: Hellseeker e in Hellraiser: Deader, dove è interpretata da Sarah Hayward.

#### Bound
Il personaggio di Bound è una donna cenobita nel sesto film e un uomo nel settimo e ottavo.
Il personaggio ha due cinghie di cuoio strette che gli coprono gli occhi, accecandolo, e la bocca, soffocandolo, fili metallici gli avvolgono anche la testa, squarciandogli la pelle, inoltre, in cima alla testa, ha un anello di chiodi che gli apre il cuoio capelluto, come una corona.
È stata evocata da Kirsty Cotton-Gooden quando la donna ha aperto la Scatola di Lemarchand dopo averla ricevuta in regalo dal marito Trevor Gooden, che voleva liberarsi di lei per ereditare la fortuna dei Cotton, e, una volta che Pinead ha accettato il patto con Kristy, tortura Trevor, poi quando la giornalista Amy Klein apre la Scatola nella tana dei Deaders e, infine, dal padre di Adam dopo esser fuggito per aver ucciso tre dei cinque amici che non impedirono il suicidio del figlio.
Appare in Hellraiser: Hellseeker, dove è interpretata da Nancy Lilley, in Hellraiser: Deader, dove è interpretato da Snowy Highfield, e in Hellraiser: Hellworld, dove è interpretato da Gary J. Tunncliffe.

#### Il Chirurgo
Il personaggio de Il Chirurgo ("The Surgeon") è probabilmente un ex chirurgo diventato Cenobita.
I suoi occhi sono permanentemente chiusi dagli stessi fil di ferro che gli scoprono permanentemente le gengive.
È stato evocato da Kirsty Cotton-Gooden quando la donna ha aperto la Scatola di Lemarchand dopo averla ricevuta in regalo dal marito Trevor Gooden, che voleva liberarsi di lei per ereditare la fortuna dei Cotton, e, una volta che Pinead ha accettato il patto con Kristy, tortura Trevor operandolo.
Appare solo in Hellraiser: Hellseeker, dove è interpretata da Jay Regan.

#### Little Sister
Il personaggio di Little Sister ha cinque fili per lato che le scorrono lungo il viso incidendo la carne per poi conficcarsi nella parte superiore delle palpebre degli occhi e fuoriuscire attraverso gli altri, accecandola, inoltre, questi dieci fili, si collegano a una barra di metallo che passa attraverso il naso, infine ha molte mezzelune tagliate sulla testa e non ha né naso né orecchie.
È stata evocata quando la giornalista Amy Klein apre la Scatola di Lemarchand nella tana dei Deaders.
Appare solo in Hellraiser: Deader, dove è interpretata da Laura Paraschiv.

#### Steven Cenobita
Originariamente era Steven Craven, un ragazzo che, durante un viaggio a Tijuana (Messico) con l'amico Nico Bradley, è costretto a uccidere prostitute per riportare in vita Nico, che è stato smembrato da Pinhead dopo aver aperto la Scatola di Lemarchand, ma che è finito con l'esser tradito dall'amico che si impossessa della sua pelle; è così che Steven decide di unirsi ai Cenobiti e perciò apre anche lui la Scatola. Viene trasformato da Pinhead.
Il personaggio di Steven Cenobita ha il cranio e il volto scarnificati e ricoperti di chiodi.
Appare solo nel nono film, Hellraiser: Revelations, dove è interpretato da Nick Eversman.

#### Rantolo
Il personaggio di Rantolo ("The Gasp"), a differenza di quello che fa pensare il suo nome, è in grado di parlare. È il braccio destro di Pinhead.
Il suo aspetto è un omaggio a due Cenobite della serie classica: Donna Cenobita (da Hellraiser - Non ci sono limiti e Hellbound: Hellraiser II - Prigionieri dell'Inferno) e la versione Cenobita di Angelique (da Hellraiser - La stirpe maledetta). Ha la pelle bianchissima e gli occhi con iridi azzurrissimi e sclere nere, presenta tre piercing - uno al ponte del naso e due Anti-Eyebrows - un taglio orizzontale sul mento e tagli a griglia regolari sul collo, ha il cuoio capelluto allungato verso il basso e agganciato alle spalle con delle stanghette come Angelique Cenobita mentre la trachea è squarciata come Donna Cenobita e la pelle è tenuta in posizione da spilli chirurgici agganciati alle stanghette del cuoio capelluto. Inoltre, il suo corpo è pieno di lacerazioni e di muscoli esposti e, infine, presenta una lacerazione sul pube femminile. Non indossa né vestiti, né scarpe.
Ha il potere di far apparire dei fili metallici per agganciare, tagliare e smembrare le vittime.
Appare solo nel reboot del 2022 Hellraiser, dove è interpretata da Selina Lo.

#### La Piangente
Il personaggio de La Piangente ("The Weeper") è così chiamata perché piange perennemente.
Ha la pelle blu e grandi occhi neri con spilli agli angoli e bagnati da lacrime nere, il che le conferisce un aspetto alieno, inoltre parte del labbro inferiore e del mento sono mancanti mettendo a nudo la carne sottostante e pezzi della sua carne sono stati rimossi e avvolti su rocchetti attaccati al corpo. Comunica solo attraverso singhiozzi ossessionanti. Ha la capacità di separare ciascun braccio in modo da crearne un secondo paio tenuto insieme da spilli chirurgici. Non ha abiti.
Appare solo nel reboot del 2022 Hellraiser, dove è interpretata da Yinka Olorunnife.

#### Asfissia
Il personaggio di Asfissia ("The Asphyx") è così chiamato perché, avendo la faccia avvolta nella sua stessa pelle, dà l'idea di stare soffocando.
Ha la pelle del suo stesso corpo scorticato, avvolta e attorcigliata sul volto, il resto del corpo è scorticato per rivelare nervi, muscoli e il petto ansante che lotta per respirare contro la propria pelle sfigurata. Inizialmente ha dei fili che gli tengono le mani in posizione di preghiera tramite un meccanismo che gli trafigge il petto e, per questo, cammina pianissimo ma, dopo che Riley lo attacca, i fili si slegano e la sua minaccia aumenta notevolmente. Non parla.
Appare solo nel reboot del 2022 Hellraiser, dove è interpretato da Zachary Hing.

#### La Maschera
Il personaggio de La Maschera ("The Masque") è così chiamata perché ha la faccia esposta come una maschera.
Il suo volto è disteso su un filo chirurgico che gli cinge la testa, la sua carne bianca e pallida è sezionata e presentata come un campione medico. Due strisce di pelle sul suo petto contengono probabilmente brani di testo della loro religione, Fili e spilli tengono in posizione la maggior parte del corpo simile a un'antica illustrazione chirurgica.
Appare solo nel reboot del 2022 Hellraiser, dove è interpretato da Vukasin Jovanovic.

#### La Madre
Il personaggio de La Madre ("The Mother") è così chiamata perché è una Cenobita incinta.
Il suo corpo è stato sezionato per rivelare la sua gravidanza e, infatti, si tiene delicatamente il pancione. La Madre si intravede solo brevemente.
Appare solo nel reboot del 2022 Hellraiser, dove è interpretata da Gorica Regodic.

#### Voight Cenobita
Originariamente era il magnate statunitense Roland Voight che, dopo aver superato tutte e sei le configurazioni della Scatola di Lemarchand sacrificando altrettante vite umane, ha chiesto udienza al Leviatano e chiesto come ricompensa il Liminale ("Liminal") cioè la sensazione ("sensation") di piacere estrema ma ricevendo un macchinario che gli trafigge il petto e gli tira i nervi fino a farlo quasi svenire dal dolore per poi riprendere dopo un minuto di sollievo.
Sei anni dopo la sua presunta morte, paga Trevor perché recuperi la Scatola sottrattagli dalla sua avvocata, Serena Menaker, la apra, la nutri e gliela riporti per poter ricontattare il Leviatano e chiedergli di ucciderlo. In realtà, come scoprirà da Pinhead, i doni non possono essere resi ma solo sostituiti così, pensando che nulla possa essere peggio del dolore che prova ora, accetta in dono il Leviatano ("Leviathan"), cioè il potere ("power").
È così che Voight viene portato nell'altra dimensione dal Leviatano stesso e trasformato in Voight Cenobita.
Il personaggio di Voight Cenobita ("Voight Cenobite") ha la bocca aperta e spellata all'indietro, rivelando i denti - omaggio a Chatterer - inoltre ha il corpo ricoperto di piercing nonché lacerazioni e squarci vari.
Appare solo nel reboot del 2022 Hellraiser, dove è interpretato da Goran Visnjic sia nella versione umana che in quella Cenobita.

### Dèmoni
Al di sopra dei Cenobiti ci sono le entità demoniache.

#### Leviatano
Il personaggio del Leviatano ("Leviathan") non è un Cenobita ma è un vero e proprio dèmone nonché l'entità suprema che sovrasta tutti i dèmoni, i Cenobiti e le altre creature che vivono nel suo Inferno labirintico.
È situato all'interno di un obelisco romboidale che gira proiettando una luce nera.
Secondo il reboot del 2022 concede una ricompensa a chiunque risolva i sette step della Scatola di Lemarchand, offrendo ai Cenobiti un sacrificio.
Appare in Hellbound: Hellraiser II - Prigionieri dell'Inferno e in Hellraiser.

#### Angelique
Il personaggio di Angelique non è un Cenobita fin da subito, bensì nasce come entità demoniaca, inoltre il nome Angelique le viene dato dal duca De L'Isle, infatti Pinhead, che sembra conoscerla molto bene, si rivolge a lei non con un nome ma col titolo di Principessa. In quanto Demone, Angelique può vivere in eterno nella nostra dimensione ma deve sottostare a due regole: trovare un modo per tenere permanentemente aperta la via del ritorno dei Dèmoni sulla Terra e soddisfare le richieste del suo evocatore, a meno che non interferisca col primo compito.
È stata evocata sulla Terra dal duca De L'Isle nella Francia del 1796 usando la prima Scatola di Lemarchand, quella costruita dal giocattolaio Phillip LeMarchand, e ha preso sembianze umane entrando nella pelle scuoiata di una giovane donna procurata da Jacques, assistente di De L'Isle. Durante i secoli Angelique crea altre scatole e, nel 1996, trovato finalmente un discendente di LeMarchand, l'architetto John Merchant, che ha costruito un edificio sopra la Scatola di Lemarchand nascosta da Joey Summerskill, evoca Pinhead ma viene risucchiata dalla Scatola nell'altra dimensione quando la moglie di John la riapre.
È nella dimensione Cenobita che il suo aspetto viene adattato a quello in un Cenobita ma non si sa se a farlo sia Pinhead o il Leviatano. È calva col cuoio capelluto tagliato in due e poi tirato giù da cavi fissati alle spalle per esporre la parte superiore del cranio, ha anche dei ganci che le scavano i lati del petto e dello stomaco e indossa un abito di pelle e lunghi guanti di pelle.
Muore nel 2127 quando, un altro discendente di LeMarchand, lo scienziato Paul Merchant, apre la Scatola sulla stazione spaziale Minosse che si rivela essere la Configurazione di Elysium ("Elysium Configuration").
Appare solo nel quarto film, Hellraiser - La stirpe maledetta, dove è interpretata da Valentina Vargas e doppiata da Rita Baldini.

### Altre creature
Altre alle entità demoniache e ai Cenobiti ci sono altre creature.

#### L'Ingegnere
Il personaggio de L'Ingegnere ("The Engineer") non è un Cenobita bensì un essere creato dal Leviatano per servire all'interno del Labirinto.
È un orrido demone dalle sembianze deformi e animalesche, apparentemente poco intelligente e che è al servizio degli altri Cenobiti.
Nel primo film attacca Kirsty Cotton dopo che ha aperto la Scatola di Lemarchand ma lei lo rimanda nella sua dimensione riaprendola.
Appare solo nel primo film, Hellraiser - Non ci sono limiti.

## Riferimenti
Nel manga Berserk di Kentarō Miura i demoni della "Mano di Dio" sono evidentemente ispirati ai Cenobiti, tanto per l'abbigliamento quanto per l'aspetto fisico grottesco e le mutilazioni; inoltre, ancora il Bejelit, l'oggetto mistico al centro del manga, sebbene sia differente nella forma, ha la stessa funzione della "Scatola di Lemarchand", cioè aprire un varco tra il nostro e il loro mondo e permettere ai demoni di entrare nel nostro.